# آب و هوای روسیه

انواع آب و هوای کوپن روسیه

اقلیم روسیه تحت تأثیر چندین عامل تعیین‌کننده شکل گرفته است. وسعت زیاد کشور و فاصلهٔ بسیاری از مناطق از دریا باعث شده‌اند تا اقلیم قاره‌ای در بیشتر مناطق اروپایی و آسیایی روسیه غالب باشد، به‌جز منطقهٔ تندرا و جنوب‌غربی بسیار دور کشور.
کوه‌های جنوب، از ورود توده‌های هوای گرم از اقیانوس هند جلوگیری می‌کنند و دشت‌های غربی و شمالی باعث شده‌اند تا کشور در معرض تأثیرات قطبی و اقیانوسی قرار گیرد.
با وجود گستردگی جغرافیایی زیاد، اقلیم روسیه به‌طور کلی در تابستان گرم تا بسیار گرم، و در زمستان سرد تا بسیار سرد است؛ به‌طوری‌که در بیشتر نواحی این کشور در ماه‌های زمستان پوشش برفی دیده می‌شود، به‌جز جنوبی‌ترین مناطق یعنی قفقاز شمالی.
در شمال‌شرق دور روسیه، که دارای اقلیم زیرقطبی بسیار شدید است، سردترین زمستان‌های جهان در میان مناطق دائماً مسکونی تجربه می‌شود؛ جایی که شهر یاکوتسک، پایتخت جمهوری ساخا، سردترین شهر بزرگ جهان است و اویماکون، نیز در جمهوری ساخا، سردترین منطقهٔ مسکونی دائم در جهان به‌شمار می‌آید.

## دینامیک
| داده‌های اقلیم Russia                          | داده‌های اقلیم Russia | داده‌های اقلیم Russia | داده‌های اقلیم Russia | داده‌های اقلیم Russia | داده‌های اقلیم Russia | داده‌های اقلیم Russia | داده‌های اقلیم Russia | داده‌های اقلیم Russia | داده‌های اقلیم Russia | داده‌های اقلیم Russia | داده‌های اقلیم Russia | داده‌های اقلیم Russia | داده‌های اقلیم Russia |
| ماه                                           | ژانویه               | فوریه                | مارس                 | آوریل                | مه                   | ژوئن                 | ژوئیه                | اوت                  | سپتامبر              | اکتبر                | نوامبر               | دسامبر               | سال                  |
| --------------------------------------------- | -------------------- | -------------------- | -------------------- | -------------------- | -------------------- | -------------------- | -------------------- | -------------------- | -------------------- | -------------------- | -------------------- | -------------------- | -------------------- |
| سابقهٔ بیش‌ترین °C (°F)                         | ۲۶٫۷ (۸۰)            | ۲۸٫۳ (۸۳)            | ۳۳٫۵ (۹۲)            | ۳۶٫۸ (۹۸)            | ۳۹٫۷ (۱۰۳)           | ۴۳٫۷ (۱۱۱)           | ۴۵٫۴ (۱۱۴)           | ۴۵٫۰ (۱۱۳)           | ۴۱٫۵ (۱۰۷)           | ۳۶٫۳ (۹۷)            | ۳۱٫۰ (۸۸)            | ۲۸٫۱ (۸۳)            | ۴۵٫۴ (۱۱۴)           |
| سابقهٔ کم‌ترین °C (°F)                          | −۶۷٫۸ (−۹۰)          | −۶۷٫۸ (−۹۰)          | −۶۰٫۶ (−۷۷)          | −۵۷٫۲ (−۷۱)          | −۳۵٫۸ (−۳۲)          | −۲۲٫۲ (−۸)           | −۹٫۳ (۱۵)            | −۱۷٫۱ (۱)            | −۲۷٫۶ (−۱۸)          | −۴۸٫۷ (−۵۶)          | −۶۲٫۲ (−۸۰)          | −۶۴٫۵ (−۸۴)          | −۶۷٫۸ (−۹۰)          |
| منبع شماره ۱:                                 |                      |                      |                      |                      |                      |                      |                      |                      |                      |                      |                      |                      |                      |
| منبع شماره ۲: NOAA NCDC - Climate Data Online |                      |                      |                      |                      |                      |                      |                      |                      |                      |                      |                      |                      |                      |

به دلیل تأثیر تعدیل‌کنندهٔ اقیانوس اطلس یا آرام، اکثر مناطق این کشور در روسیهٔ اروپایی، در جنوب سیبری غربی و در جنوب خاور دور روسیه، از جمله شهرهای مسکو و سن پترزبورگ، آب و هوای قاره‌ای مرطوب را تجربه می‌کنند. (انواع Dfb, Dfa, Dwb, Dwa, Dsb, Dsa کوپن). بیشتر نواحی شمالی اروپایی روسیه و سیبری، بین شبه‌جزیرهٔ اسکاندیناوی و اقیانوس آرام، دارای اقلیم زیرقطبی هستند. در مناطق داخلی شمال‌شرق سیبری (عمدتاً جمهوری ساخا)، زمستان‌ها به‌طور بی‌نهایت شدیدی تجربه می‌شوند (انواع اقلیم Dfd, Dwd, Dsd) که در آن پایین‌ترین دمای ثبت‌شده تا منفی ۶۷٫۸ درجهٔ سانتی‌گراد (منفی ۹۰ درجهٔ فارنهایت) گزارش شده است.
در دیگر نواحی، اقلیم زیرقطبی شدت کمتری دارد (انواع Dwc, Dfc, Dsc).
زمستان در بسیاری از مناطق شرق سیبری و خاور دور روسیه (با اقلیم‌های Dwa, Dwb, Dwc و Dwd) نسبت به تابستان خشک‌تر است، در حالی که سایر بخش‌های کشور در تمام فصول سال بارش نسبتاً یکنواختی را تجربه می‌کنند. نوار خشکی در امتداد ساحل اقیانوس منجمد شمالی و همچنین جزایر قطب شمال، آب و هوای قطبی دارند، یعنی در برخی از جزایر، آب و هوای کلاهک یخی (EF) و در جاهای دیگر ، آب و هوای توندرا (ET) دارند. بخش کوچکی از ساحل دریای سیاه، به ویژه در سوچی، دارای آب و هوای نیمه گرمسیری مرطوب (بر اساس CFA کوپن) با زمستان‌های غیرمعمول و مرطوب است. بارش‌های زمستانی در بیشتر مناطق کشور معمولاً به صورت برف می‌بارد. منطقه در امتداد ولگای سفلی و ساحل دریای خزر، و همچنین برخی از مناطق جنوبی سیبری، دارای آب و هوای نیمه خشک (BSk) و آب و هوای خشک (BWk) است. شهر کالینینگراد به‌دلیل زمستان‌های نسبتاً معتدل (با میانگین دمای ماهانه بالاتر از منفی ۳ درجهٔ سانتی‌گراد) و تابستان‌های خنک، دارای اقلیم اقیانوسی (Cfb, Cfc) است.
حدود ۶۵٪ از سرزمین روسیه بر روی خاک منجمد دائمی (پرمافرُست) قرار دارد.
این لایهٔ یخ‌زدهٔ زیرسطحی، به‌ویژه در مناطق سیبری و شمال شرق کشور، تأثیر زیادی بر معماری، زیرساخت‌ها و حتی اکوسیستم‌های محلی دارد.

## سوابق دما
| داده‌های اقلیم Russia                          | داده‌های اقلیم Russia | داده‌های اقلیم Russia | داده‌های اقلیم Russia | داده‌های اقلیم Russia | داده‌های اقلیم Russia | داده‌های اقلیم Russia | داده‌های اقلیم Russia | داده‌های اقلیم Russia | داده‌های اقلیم Russia | داده‌های اقلیم Russia | داده‌های اقلیم Russia | داده‌های اقلیم Russia | داده‌های اقلیم Russia |
| ماه                                           | ژانویه               | فوریه                | مارس                 | آوریل                | مه                   | ژوئن                 | ژوئیه                | اوت                  | سپتامبر              | اکتبر                | نوامبر               | دسامبر               | سال                  |
| --------------------------------------------- | -------------------- | -------------------- | -------------------- | -------------------- | -------------------- | -------------------- | -------------------- | -------------------- | -------------------- | -------------------- | -------------------- | -------------------- | -------------------- |
| سابقهٔ بیش‌ترین °C (°F)                         | ۲۶٫۷ (۸۰)            | ۲۸٫۳ (۸۳)            | ۳۳٫۵ (۹۲)            | ۳۶٫۸ (۹۸)            | ۳۹٫۷ (۱۰۳)           | ۴۳٫۷ (۱۱۱)           | ۴۵٫۴ (۱۱۴)           | ۴۵٫۰ (۱۱۳)           | ۴۱٫۵ (۱۰۷)           | ۳۶٫۳ (۹۷)            | ۳۱٫۰ (۸۸)            | ۲۸٫۱ (۸۳)            | ۴۵٫۴ (۱۱۴)           |
| سابقهٔ کم‌ترین °C (°F)                          | −۶۷٫۸ (−۹۰)          | −۶۷٫۸ (−۹۰)          | −۶۰٫۶ (−۷۷)          | −۵۷٫۲ (−۷۱)          | −۳۵٫۸ (−۳۲)          | −۲۲٫۲ (−۸)           | −۹٫۳ (۱۵)            | −۱۷٫۱ (۱)            | −۲۷٫۶ (−۱۸)          | −۴۸٫۷ (−۵۶)          | −۶۲٫۲ (−۸۰)          | −۶۴٫۵ (−۸۴)          | −۶۷٫۸ (−۹۰)          |
| منبع شماره ۱:                                 |                      |                      |                      |                      |                      |                      |                      |                      |                      |                      |                      |                      |                      |
| منبع شماره ۲: NOAA NCDC - Climate Data Online |                      |                      |                      |                      |                      |                      |                      |                      |                      |                      |                      |                      |                      |

### بالاترین حد
| ماه      | دما                                    | تاریخ          | مکان                                                     |
| -------- | -------------------------------------- | -------------- | -------------------------------------------------------- |
| ژانویه   | ۲۶٫۷ درجه سلسیوس (۸۰٫۱ درجه فارنهایت)  | ۴ ژانویه ۱۹۷۹  | دربنت، جمهوری داغستان                                    |
| فوریه    | ۲۸٫۲ درجه سلسیوس (۸۲٫۸ درجه فارنهایت)  | ۲۸ فوریه ۲۰۲۰  | کاسومکنت جمهوری داغستان                                  |
| مارس     | ۳۳٫۵ درجه سلسیوس (۹۲٫۳ درجه فارنهایت)  | ۲۹ مارس ۱۹۰۱   | مایکاپ، جمهوری آدیگیا                                    |
| آوریل    | ۳۶٫۸ درجه سلسیوس (۹۸٫۲ درجه فارنهایت)  | ۱۲ آوریل ۱۹۹۸  | آرماویر، کراسنودار کرای                                  |
| ممکن است | ۳۹٫۷ درجه سلسیوس (۱۰۳٫۵ درجه فارنهایت) | ۲۲ مه ۲۰۲۱     | خساویورت، جمهوری داغستان                                 |
| ژوئن     | ۴۳٫۷ درجه سلسیوس (۱۱۰٫۷ درجه فارنهایت) | ۲۲ ژوئن ۲۰۱۵   | الکساندروف گی، استان ساراتوف                             |
| جولای    | ۴۵٫۴ درجه سلسیوس (۱۱۳٫۷ درجه فارنهایت) | ۱۲ ژوئیه ۲۰۱۰  | اوتا، جمهوری کالمیکیا                                    |
| آگوست    | ۴۵ درجه سلسیوس (۱۱۳ درجه فارنهایت)     | ۷ اوت ۱۹۴۰     | دریاچه التون، ولایت ولگوگراد                             |
| سپتامبر  | ۴۱٫۵ درجه سلسیوس (۱۰۶٫۷ درجه فارنهایت) | ۲ سپتامبر ۲۰۱۰ | دریاچه التون، ولگوگراد اوبلاست؛ کالینینسک، استان ساراتوف |
| اکتبر    | ۳۶٫۳ درجه سلسیوس (۹۷٫۳ درجه فارنهایت)  | ۲ اکتبر ۱۹۹۹   | آرماویر، کراسنودار کرای؛ نووالکساندروفسک، استان ساراتوف  |
| نوامبر   | ۳۱٫۰ درجه سلسیوس (۸۷٫۸ درجه فارنهایت)  | ۱۰ نوامبر ۲۰۱۶ | شاتوی، جمهوری چچن                                        |
| دسامبر   | ۲۸٫۱ درجه سلسیوس (۸۲٫۶ درجه فارنهایت)  | ۱۰ دسامبر ۱۹۹۸ | بویناکسک جمهوری داغستان                                  |

### پایین ترین‌ها
| ماه     | دمای                                    | تاریخ                                                                 | مکان                                        |
| ------- | --------------------------------------- | --------------------------------------------------------------------- | ------------------------------------------- |
| ژانویه  | −۶۷٫۸ درجه سلسیوس (−۹۰٫۰ درجه فارنهایت) | ۱۵ ژانویه ۱۸۸۵                                                        | ورخویانس جمهوری ساکا                        |
| فوریه   | −۶۷٫۸ درجه سلسیوس (−۹۰٫۰ درجه فارنهایت) | ۵٬۷ فوریه ۱۸۹۲؛ ۶ فوریه ۱۹۳۳                                          | ورخویانس جمهوری ساکا؛ اومیاکون، جمهوری ساکه |
| مارس    | −۶۰٫۶ درجه سلسیوس (−۷۷٫۱ درجه فارنهایت) | ۱۰ مارس ۱۹۵۴                                                          | اومیاکون، جمهوری ساکا                       |
| اپریل   | −۵۷٫۲ درجه سلسیوس (−۷۱٫۰ درجه فارنهایت) | ۲ آوریل ۱۸۹۶                                                          | ورخویانسک، جمهوری ساکا                      |
| ماه مه  | −۳۵٫۸ درجه سلسیوس (−۳۲٫۴ درجه فارنهایت) | ۲ مه ۱۹۶۴                                                             | ایلرنی چکوتکا AO                            |
| ژوئن    | −۲۲٫۲ درجه سلسیوس (−۸٫۰ درجه فارنهایت)  | ۲ ژوئن ۱۹۶۴                                                           | تنگه استرلوگووا، کرسنائیارسک                |
| جولای   | −۹٫۳ درجه سلسیوس (۱۵٫۳ درجه فارنهایت)   | ۱۵ ژوئیه ۱۹۶۶                                                         | اومیاکون، جمهوری ساکا                       |
| آگوست   | −۱۷٫۱ درجه سلسیوس (۱٫۲ درجه فارنهایت)   | ۳۱ اوت ۱۹۶۹                                                           | اومیاکون، جمهوری ساکا                       |
| سپتامبر | −۲۷٫۶ درجه سلسیوس (−۱۷٫۷ درجه فارنهایت) | ۲۹ سپتامبر ۱۹۶۵                                                       | ایلرنی، چکوتکا AO                           |
| اکتبر   | −۴۸٫۷ درجه سلسیوس (−۵۵٫۷ درجه فارنهایت) | ۲۹ اکتبر ۱۹۱۵                                                         | ورخویانسک، جمهوری ساکا                      |
| نوامبر  | −۶۲٫۲ درجه سلسیوس (−۸۰٫۰ درجه فارنهایت) | قبل از سال ۱۹۴۰، در غیر این صورت،۵۹٫۷ °C (-75.5 °F) در ۲۹ نوامبر ۱۹۶۰ | اومیاکون، جمهوری ساکا                       |
| دسامبر  | −۶۴٫۵ درجه سلسیوس (−۸۴٫۱ درجه فارنهایت) | ۲۲ دسامبر ۱۹۰۲                                                        | ورخویانسک، جمهوری ساکا                      |